# Autismo en mujeres

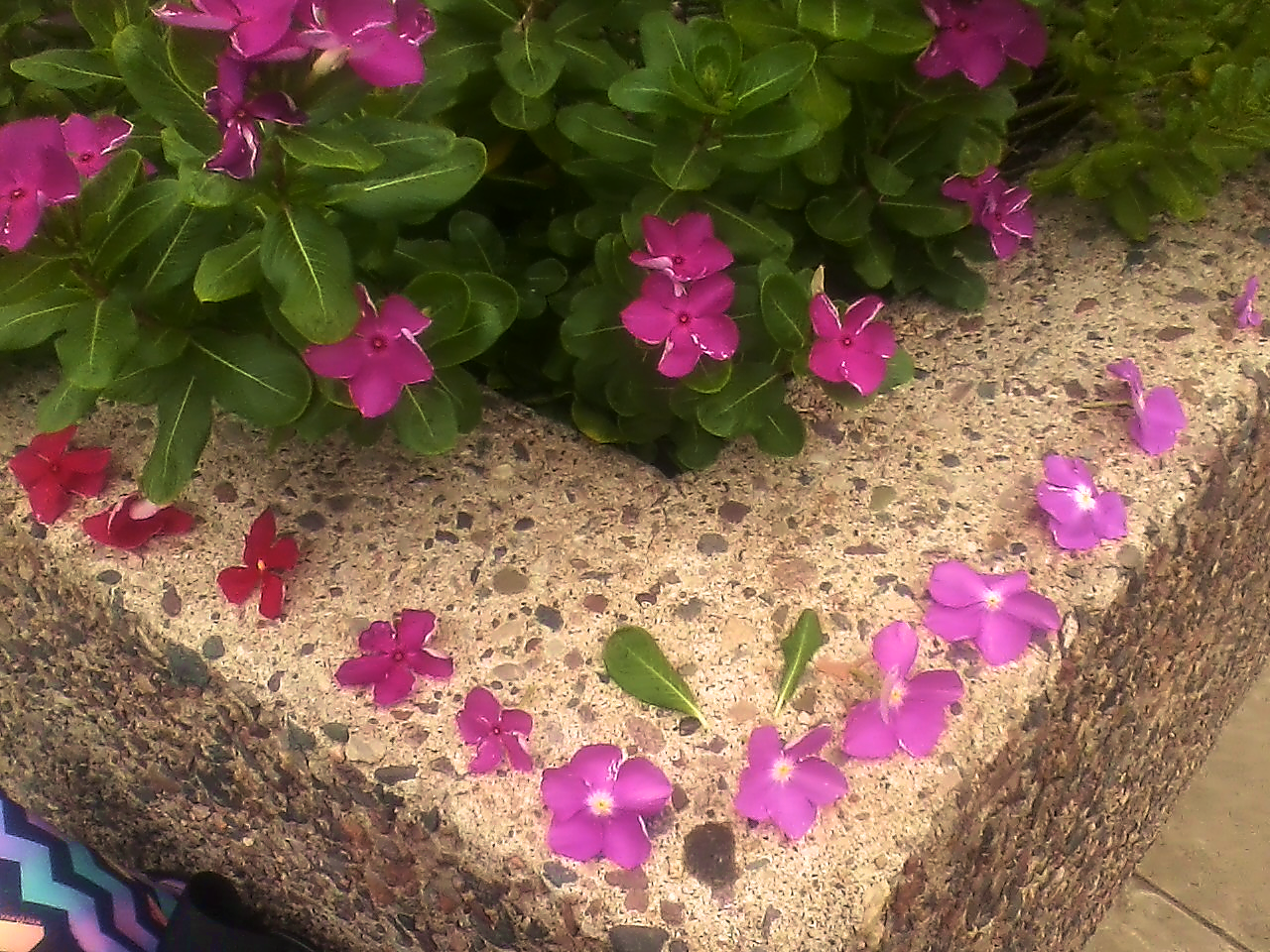
A muchas personas autistas les gusta alinear objetos mientras están absortas en sus pensamientos. Estas flores fueron cuidadosamente arregladas por una joven autista que estaba esperando que la llevaran a casa.

El autismo en mujeres se refiere a la manifestación del autismo, también llamado trastorno del espectro autista (TEA) en niñas y mujeres, caracterizándose por diferencias en la presentación de las características o expresiones en comparación con los varones.
A menudo, las mujeres autistas desarrollan estrategias de camuflaje social, imitando comportamientos neurotípicos para encajar en su entorno, lo que puede dificultar su diagnóstico y generar un infradiagnóstico significativo. Esta condición se asocia con altas tasas de ansiedad, depresión y trastornos alimentarios, así como con mayores dificultades en la vida social y laboral.
Además, el autismo en mujeres está subrepresentado en la investigación y las herramientas diagnósticas, las cuales han sido diseñadas principalmente en función de estudios en varones, lo que contribuye a diagnósticos erróneos o tardíos.

## Historia
La historia del reconocimiento del autismo en mujeres ha estado marcada por la invisibilización de sus manifestaciones específicas y por diagnósticos tardíos, resultado de un enfoque histórico centrado en varones que predominó durante gran parte del siglo XX en Occidente. Sin embargo, en las últimas décadas, los avances en la investigación y el activismo de personas autistas han impulsado la incorporación de una perspectiva de género en el estudio y diagnóstico del autismo, promoviendo un enfoque más inclusivo y equitativo que también contempla a personas no binarias y de otras identidades de género.

### Orígenes del concepto de autismo (1920-1950)
El concepto de autismo tiene sus raíces en la década de 1920, con los trabajos pioneros de la psiquiatra infantil soviética Grunya Efimovna Sukhareva. En 1925, Sukhareva publicó en ruso la primera descripción detallada de características de autismo, basándose en sus observaciones de seis niños que presentaban comportamientos característicos de esta condición. Inicialmente, utilizó el término «psicopatía esquizoide» para describir estos casos, pero posteriormente lo reemplazó por «psicopatía autista» para reflejar con mayor precisión las características observadas. Al año siguiente, en 1926, publicó el mismo artículo en alemán en la revista Monatsschrift für Psychiatrie und Neurologie, una de las pocas publicaciones especializadas en salud mental y trastornos neurológicos de la época. A pesar de la relevancia de su trabajo, las contribuciones de Sukhareva permanecieron en gran medida desconocidas en la comunidad científica occidental durante décadas. No fue sino hasta 1996 que su trabajo de 1925 fue traducido al inglés.

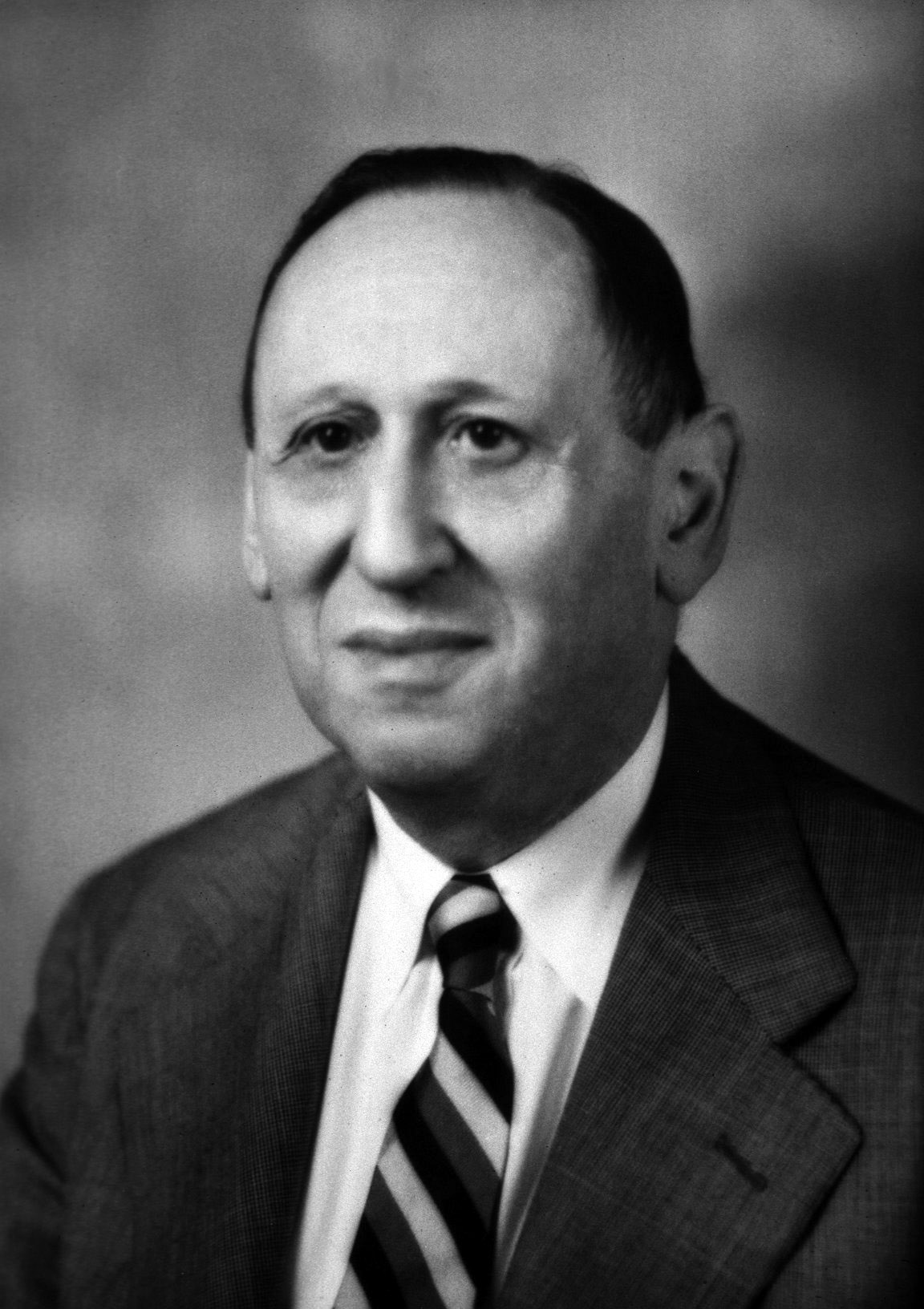
Leo Kanner, en 1955 aproximadamente. Uno de los precursores de la conceptualización del autismo junto a Hans Asperger.

Posteriormente, en la década de 1940, los psiquiatras Leo Kanner y Hans Asperger realizaron estudios que también fueron fundamentales en la conceptualización del autismo. En 1943, Kanner describió el «autismo infantil temprano», caracterizado por un aislamiento social profundo y conductas repetitivas en niños, en su mayoría varones. Al año siguiente, Asperger publicó un estudio sobre un grupo de niños con patrones similares de comportamiento, a los que denominó como poseedores del «síndrome de Asperger». Aunque Asperger mencionó brevemente la existencia de niñas en sus observaciones, consideró que la condición era prácticamente exclusiva de los niños. Sin embargo, señaló que conoció a varias madres de niños autistas que mostraban comportamientos similares.

### Invisibilidad femenina (1950-1980)

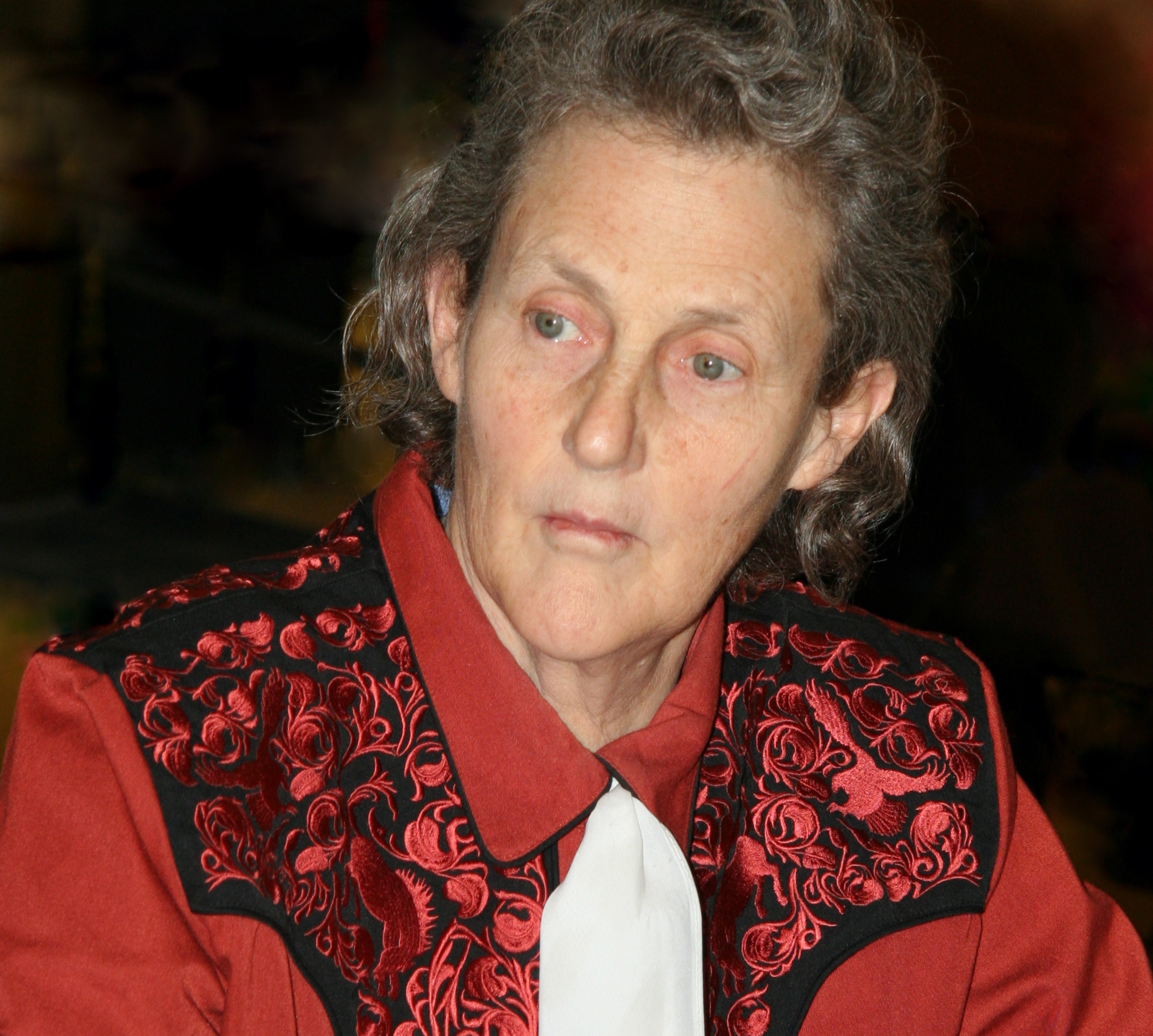
En 1986, la académica estadounidense Temple Grandin publicó Emergence: Labeled Autistic, donde describe sus experiencias de vida como persona autista.

Durante las décadas de 1950 a 1980, la idea predominante en la comunidad científica era que el autismo era un trastorno que afectaba principalmente a los varones. Las estadísticas sugerían que por cada mujer diagnosticada había entre cuatro y cinco hombres que recibían el mismo diagnóstico. Esta diferencia se atribuía, en parte, a que los criterios diagnósticos y las herramientas de evaluación estaban diseñados sobre la base de observaciones hechas en varones autistas.
En consecuencia, muchas mujeres en el espectro fueron erróneamente diagnosticadas con otros trastornos, como esquizofrenia o trastornos de la personalidad, o bien etiquetadas de tímidas, introvertidas o excéntricas. La investigación científica sobre el autismo en mujeres fue prácticamente inexistente durante más de 40 años, y las políticas de salud mental no contemplaban las particularidades de la presentación femenina del espectro.
En 1986 se publica la primera autobiografía escrita desde adentro del espectro autista: Temple Grandin fue de las primeras personas diagnosticadas con autismo que pudo contar su propia historia en primera persona. Hasta ese momento, el autismo se describía desde afuera, por médicos, terapeutas o familiares.

### Primeros cuestionamientos y apertura (1990)
A partir de la década de 1990 comenzaron a surgir cuestionamientos a la visión tradicional del autismo. En 1994, el Manual Diagnóstico y Estadístico de los Trastornos Mentales (DSM-IV) incluyó al autismo dentro de los Trastornos Generalizados del Desarrollo, sin hacer distinciones de género en los criterios diagnósticos. Sin embargo, la narrativa masculina continuó predominando, y muchas mujeres recién accedieron a un diagnóstico correcto en la adultez, luego de años de diagnósticos erróneos o ausencia de atención adecuada.

### Reconocimiento de las diferencias de género (2000-2010)
En la década de 2000 comenzó a desarrollarse una mayor conciencia sobre las diferencias de género en la expresión del autismo. La investigación académica señaló que las mujeres autistas, en comparación con los varones, tienden a presentar características menos visibles. Entre las características distintivas se identificaron el uso de estrategias de camuflaje social (masking), intereses restringidos considerados socialmente aceptables (como el interés por los animales o la literatura), y una mayor prevalencia de trastornos mentales comórbidos, tales como la depresión, la ansiedad y los trastornos alimentarios.
En estos años se popularizó el concepto de «fenotipo femenino del autismo», el cual describe un perfil menos notorio y más internalizado del espectro autista en mujeres, lo que contribuyó a que pasaran desapercibidas por los sistemas tradicionales de evaluación y diagnóstico.

### Avances y activismo (2010-2020)
Durante la década de 2010 se realizaron estudios que demostraron que los criterios diagnósticos existentes estaban sesgados hacia el modelo masculino. Investigaciones como las de Dworzynski (2012) y Duvekot (2017) concluyeron que las niñas necesitaban presentar características más severas que los niños para obtener un diagnóstico formal. A partir de estos hallazgos, se desarrollaron instrumentos específicos para la detección del autismo en niñas, tales como el Girls’ Questionnaire for Autism Spectrum Conditions (GQ-ASC).
En paralelo, surgió un movimiento de autodefensa liderado por mujeres autistas que comenzaron a compartir públicamente sus experiencias. Voces destacadas como Sarah Hendrickx jugaron un papel clave en la visibilización de la condición y en el cuestionamiento del enfoque médico tradicional, impulsando un cambio hacia la aceptación de la neurodiversidad.

### 2020 en adelante
Desde la década del 2020, investigación sobre el autismo en mujeres y personas de géneros diversos ha avanzado notablemente. Sin embargo, persisten desafíos importantes. La comunidad científica internacional reconoce hoy que la prevalencia real del autismo en mujeres podría estar subestimada, debido tanto a los sesgos en las herramientas diagnósticas como a la falta de formación de los profesionales de la salud en la detección de presentaciones femeninas y diversas del espectro autista.

## Diagnóstico tardío y dificultades en el acceso a apoyos

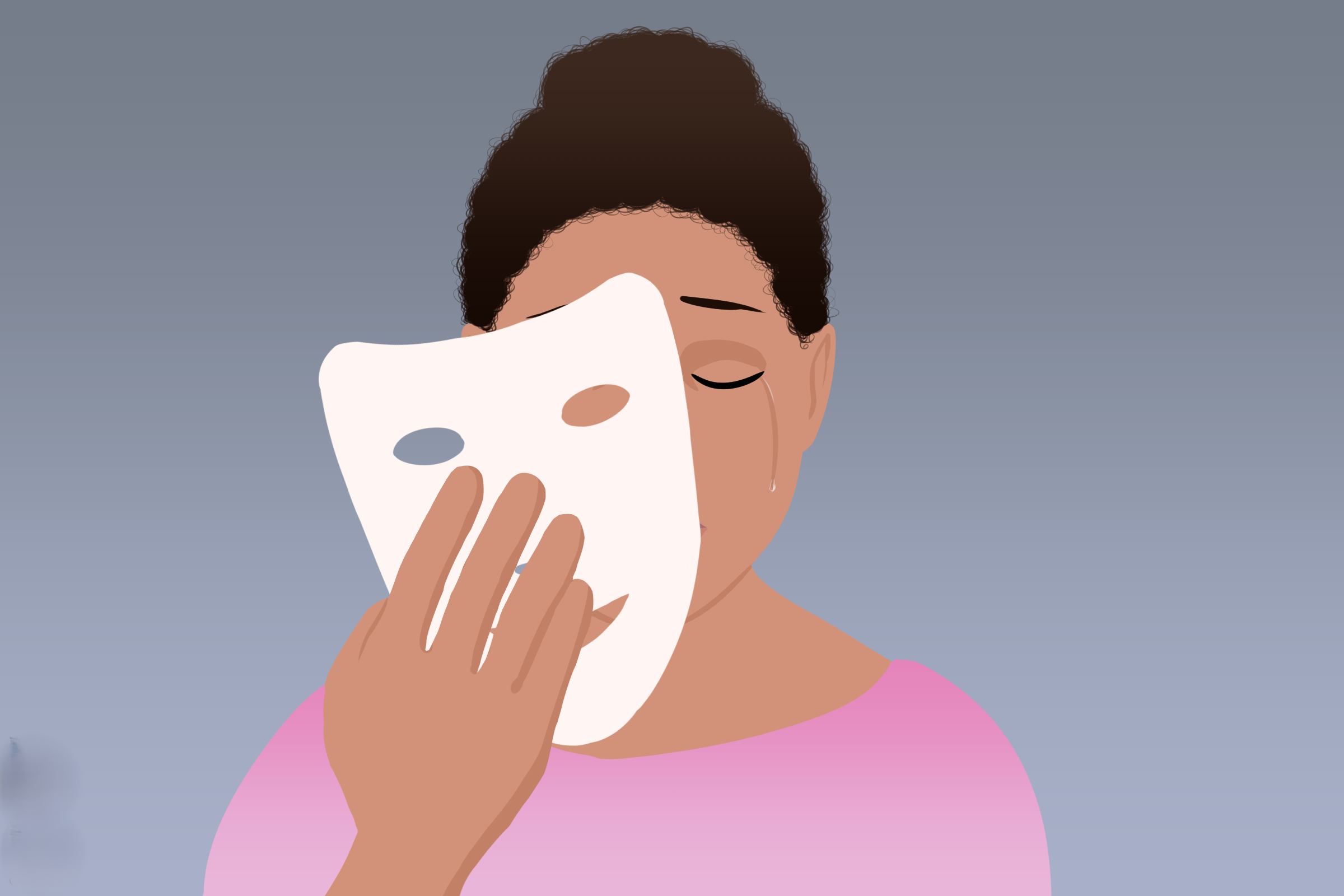
El enmascaramiento o masking femenino en el espectro autista puede dificultar el diagnóstico del trastorno, ya que las mujeres a menudo ocultan sus características mediante estrategias aprendidas. Esto complica su identificación, especialmente en etapas posteriores a la infancia, lo que lleva a un diagnóstico tardío o erróneo. Como resultado, las mujeres y personas no binarias autistas son menos reconocidas y diagnosticadas que los hombres.

Para muchas mujeres autistas, la falta de diagnóstico o un diagnóstico tardío significa perder la oportunidad de recibir intervenciones y apoyos que pueden ser más efectivos en la infancia. Aquellas que logran obtener un diagnóstico a menudo descubren que muchas de las estrategias de intervención han sido diseñadas pensando en varones y no tienen en cuenta las diferencias físicas, psicológicas y sociales que enfrentan las mujeres autistas.
Muchas mujeres autistas reciben diagnósticos erróneos de trastornos de la personalidad, como el trastorno límite de la personalidad, el trastorno evitativo de la personalidad o el trastorno esquizoide de la personalidad. Además, la falta de estudios sobre el autismo en mujeres ha llevado a que ciertos tratamientos para la ansiedad o la hiperactividad, comunes en personas autistas, rara vez sean probados en población femenina. Dado que el autismo puede expresarse de manera diferente entre los géneros, muchas mujeres autistas presentan características más sutiles que los varones y pueden desarrollar estrategias sofisticadas de camuflaje social. Por este motivo, aquellas con dificultades más evidentes tienen más probabilidades de recibir un diagnóstico, mientras que las que presentan características menos notorios suelen pasar desapercibidas.

### Camuflaje social y salud mental
Las mujeres autistas tienen más probabilidades de desarrollar estrategias de camuflaje social o «masking» para encajar en la sociedad. Una teoría sugiere que esto se debe a que las mujeres, en general, enfrentan expectativas sociales más complejas que los hombres, lo que genera una mayor presión para prepararse meticulosamente para las interacciones sociales o arriesgarse a ser excluidas. Otra teoría sostiene que las mujeres autistas tienen una necesidad innata de interacción social mayor que sus contrapartes masculinas, lo que las lleva a invertir más esfuerzo en desarrollar estrategias de camuflaje.
Estas estrategias incluyen observar y copiar interacciones sociales de otras personas, así como desarrollar mecanismos para pasar desapercibidas. Sin embargo, este esfuerzo consume grandes cantidades de energía y puede llevar a agotamiento, retraimiento, ansiedad, mutismo selectivo y depresión. Las mujeres autistas también pueden estar más preocupadas por la percepción que tienen los demás sobre ellas, y la incapacidad para conectar con personas fuera de su núcleo familiar puede causarles una ansiedad severa o depresión clínica. En la adolescencia, las chicas autistas con inteligencia dentro del rango típico pueden verse especialmente afectadas por las crecientes demandas sociales de la escuela secundaria, donde las amistades suelen depender de la atención a los sentimientos y la comunicación rápida y matizada.

## Diferencias de género en la vida adulta
Si bien las características fundamentales del autismo se manifiestan en ambos sexos, su interacción con las expectativas sociales de género resulta en experiencias vitales notablemente distintas para las mujeres autistas en comparación con los hombres. Investigaciones sugieren que, aunque tanto hombres como mujeres con autismo experimentan un mayor riesgo de acoso, la forma y el contexto en que lo sufren pueden variar debido a las diferencias en las dinámicas sociales de género, además de cómo las expectativas y roles impuestos por la sociedad influyen en la expresión e impacto del autismo en la vida de las mujeres.
El diagnóstico tardío en mujeres, puede conducir a un aumento del riesgo de explotación, violencia y abuso en relaciones interpersonales.

Las mujeres autistas suelen desarrollar intereses intensos en temas socialmente aceptados, como el mundo de los animales en general.

Tanto en hombres como en mujeres autistas, los intereses intensos desempeñan un papel clave en sus vidas, aunque varían según el género. Mientras que los hombres suelen estar atraídos por temas estructurados como los números o los sistemas, los intereses de las mujeres autistas tienden a ser más socialmente aceptables, como la literatura o los animales. Esta diferencia puede hacer que las características en las mujeres pasen desapercibidos, ya que sus intereses, aunque restringidos, son percibidos como menos problemáticos y más alineados con lo convencional.
A pesar de mostrar menos conductas repetitivas o intereses restringidos evidentes, las mujeres autistas enfrentan desafíos significativos en áreas como las habilidades sociales y la regulación emocional.
También experimentan más problemas de salud física relacionados con cambios hormonales como la pubertad, el embarazo y la menopausia.

### Infancia y adolescencia

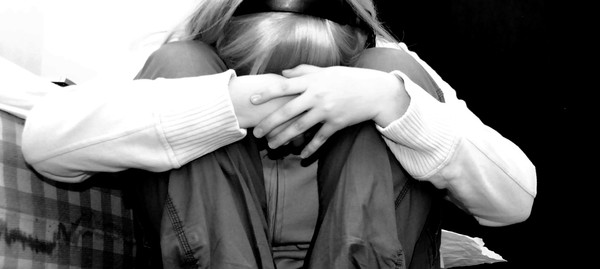
Niña de 14 años con autismo. La depresión está entre las mayores tasas de sus comorbilidades.

Las niñas autistas pueden verse afectadas negativamente si son colocadas en programas educativos especializados, ya que estos suelen estar dominados por varones y pueden reforzar su aislamiento de otras mujeres. Las niñas y mujeres dentro del espectro a menudo internalizan sentimientos de frustración y fracaso, lo que contribuye a las altas tasas de comorbilidades como la ansiedad y la depresión.

### Maternidad
Las mujeres con TEA pueden enfrentar mayores desafíos en su salud mental durante el periodo perinatal, ya que el embarazo, el parto y la lactancia intensifican el estrés, la ansiedad y la depresión debido a factores como la sobrecarga sensorial, cambios hormonales y dificultades en la interacción social. Además, presentan mayor riesgo de condiciones médicas como preeclampsia, trastornos hormonales y afecciones crónicas. Las alteraciones en el procesamiento sensorial pueden hacer que el embarazo sea más difícil de sobrellevar, aumentando la sensibilidad al dolor, los ruidos y el contacto físico, lo que dificulta la atención médica.

### Vejez
La investigación sobre el envejecimiento en individuos con trastorno del espectro autista presenta una limitación en la exploración de la etapa posterior a los 50 años. A partir de esta edad, se observa un incremento en las dificultades de salud y un aumento del riesgo de mortalidad prematura en algunos casos. Sin embargo, la investigación centrada en este rango de edad es escasa, siendo aún más limitada la información disponible en relación con la situación específica de las mujeres. Se dispone de pocos datos sobre las experiencias y relatos de vida de mujeres dentro del espectro autista en edades avanzadas.

## Comorbilidades

### En salud mental
Un estudio publicado en Acta Psychiatrica Scandinavica analizó la incidencia de 11 comorbilidades en personas con autismo, incluyendo psicosis, trastornos afectivos, ansiedad, trastornos de conducta, trastornos alimentarios, trastorno obsesivo-compulsivo, TDAH, epilepsia, trastornos del sueño y discapacidad intelectual. Los resultados mostraron que las mujeres con autismo tienen una mayor probabilidad de ser diagnosticadas con trastornos afectivos, ansiedad, trastornos alimentarios y trastorno obsesivo-compulsivo en comparación con los hombres con autismo.

### Otras comorbilidades médicas
En mujeres con autismo, además de las comorbilidades de salud mental, se observa una coexistencia frecuente de alteraciones del sistema nervioso central y diversas patologías médicas inespecíficas. Estas incluyen problemas gastrointestinales, epilepsia, afecciones dermatológicas y oftalmológicas, alteraciones del sueño, trastornos musculoesqueléticos, patología dental, así como alteraciones hormonales y relacionadas con el ciclo menstrual, e incluso cáncer. Esta concurrencia de condiciones sugiere posibles efectos pleiotrópicos de los genes asociados al autismo. La detección tardía o errónea del autismo en mujeres, a pesar de que consultan servicios de salud mental con mayor frecuencia que los hombres, a menudo lleva a que se diagnostiquen únicamente las comorbilidades de salud mental, sin abordar el autismo subyacente. Esta situación impide un abordaje integral y el acceso a servicios específicos que realmente apoyen sus necesidades desde la raíz, siendo crucial considerar este complejo entramado de problemas médicos, conductuales y sociales para un diagnóstico preciso, especialmente en grupos infradiagnosticados como las mujeres.

## Prevalencia

El gráfico muestra en el eje X la proporción de mujeres diagnosticadas con TEA como porcentaje de la población femenina, mientras que en el eje Y se representa la proporción de hombres diagnosticados como porcentaje de la población masculina. Una línea diagonal (y = x) indica el punto en el que ambos valores serían iguales. Sin embargo, en todos los casos, los países y regiones analizados se ubican por encima de esa línea, lo que evidencia una mayor prevalencia del diagnóstico del trastorno en la población masculina respecto de la femenina.

En 2017, el Institute for Health Metrics and Evaluation (IHME), a partir del estudio Global Burden of Disease, presenta una comparación de la prevalencia del trastorno del espectro autista (TEA) entre hombres y mujeres en diferentes países y regiones del mundo para el año 2017. (La categoría de TEA incluye tanto los diagnósticos de autismo como el síndrome de Asperger).
En términos generales, sus datos arrojaron que los países con mayores tasas de diagnóstico tanto en hombres como en mujeres son aquellos de altos ingresos. Canadá presenta una de las prevalencias más elevadas, con aproximadamente un 1,4 % de hombres y un 0,4 % de mujeres diagnosticados con TEA. Otros países con cifras altas son Estados Unidos, Dinamarca, el Reino Unido y Alemania, donde las tasas masculinas superan el 1 % y las femeninas oscilan en torno al 0,3 %.
En contraste, países como China, India y Malasia presentan prevalencias significativamente más bajas en ambos sexos. En estos casos, la proporción de hombres diagnosticados con TEA se sitúa alrededor del 0,6 %, mientras que la de mujeres se aproxima al 0,2 %.
En todas las regiones analizadas, la prevalencia de TEA es sistemáticamente mayor en hombres que en mujeres. Esta diferencia ha sido ampliamente documentada en la literatura científica y se atribuye tanto a factores biológicos como a sesgos en los criterios de diagnóstico.
El gráfico refleja un patrón global en el diagnóstico del TEA, donde los países de ingresos altos reportan prevalencias más elevadas en comparación con aquellos de ingresos medios y bajos.

## Identidad de género y orientación sexual

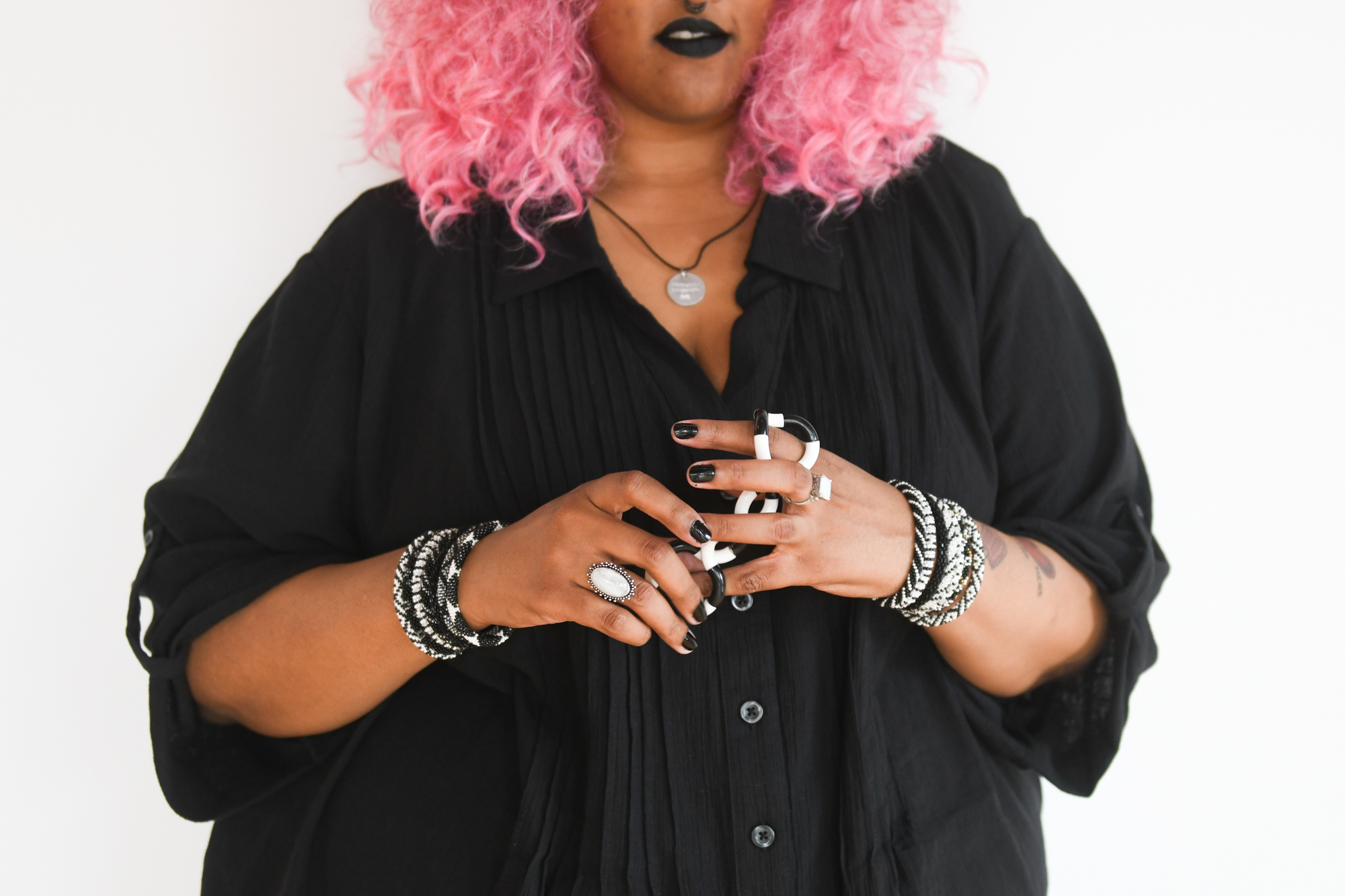
Persona autista no binaria, negra, indígena y discapacitada usando un juguete antiestrés.

Diversas investigaciones han sugerido que existe una correlación entre el autismo y la identidad de género y orientación sexual. Las personas autistas tienen más probabilidades de identificarse como homosexuales, bisexuales o asexuales, y también se ha encontrado una correlación significativa entre el autismo y la identidad transgénero.
Algunas investigaciones sugieren que la relación entre el autismo y la transexualidad se observa con mayor frecuencia en personas asignadas al sexo femenino al nacer. Los varones trans, presentan una prevalencia significativa de características autistas frente a las mujeres trans.
Mujeres negras autistas enfrentan discriminación adicional y mayores barreras para acceder a un diagnóstico y tratamiento adecuado.

## Obras

### Literatura
- Emergence: Labeled Autistic (1986) de Temple Grandin con Margaret Scariano. ISBN 0-446-67182-7
- Nobody Nowhere, (1992) de Donna Williams. ISBN 9780812920420
- Women and Girls on the Autism Spectrum, (2015) de Sarah Hendrickx. ISBN 9781849055475
- Spectrum Women: Walking to the Beat of Autism (2018) de Barb Cook y Michelle Garnett. ISBN 9781785924347
- Mujeres Autistas: Desde dentro del espectro: El autismo femenino visto por las mujeres autistas, (2020) ISBN 9798632197502
- Mujeres y autismo: la identidad camuflada. (2023) María Merino Martínez, Libro.[41]

### Documentales
- Autismo en femenino (2022), documental de España.[42]
- Extraordinarias. Unidas en la Neurodiversidad (2022), documental de Chile.[43]
- Að sjá hið ósýnilega (2019)[44] Kristján Kristjánsson y Bjarney Lúðvíksdóttir. Documental de Islandia.